# Diablo Range
De Diablo Range is een bergketen in het westen van Californië en maakt deel uit van de Pacific Coast Ranges. Het wordt begrensd door San Francisco Bay, Santa Clara Valley, Gabilan Mountains en Salinas Valley in het westen en door Central Valley in het oosten. De keten heeft een lengte van 290 kilometer en loopt van Mount Diablo tot de Polonio Pass (ten noorden van de Temblor Range en de Carrizo Plain).
Belangrijke pieken van de keten zijn: Rose Peak, Mount Diablo, San Benito Mountain, Copernicus Peak, Mount Hamilton, en Mount Stakes.
De keten heeft een vegetatie van eiken en een mediterraan klimaat. Aangezien de keten 16 tot 80 kilometer landinwaarts ligt en andere ketens de toevoer van vochtige lucht tegenhouden krijgt deze zeer weinig regen. Winters zijn mild met een gematigde regenval maar zomers zijn zeer droog en warm. Gebieden die hoger dan 2500 voet gelegen zijn krijgen een beetje sneeuwval. Zeker het hoogste punt van de keten, San Benito Mountain (1597 meter) krijgt een aardige portie sneeuw.
De keten loopt door tien county's: Contra Costa, Alameda, San Joaquin, Santa Clara, Stanislaus, Merced, San Benito, Fresno, Monterey en Kings.
Diablo Range is zo goed als onbewoond. Het grootste deel is privaat domein. De keten bevat wel veel parken waaronder Mount Diablo State Park, Joseph D. Grant County Park en Henry W. Coe State Park.